# Cheney Award

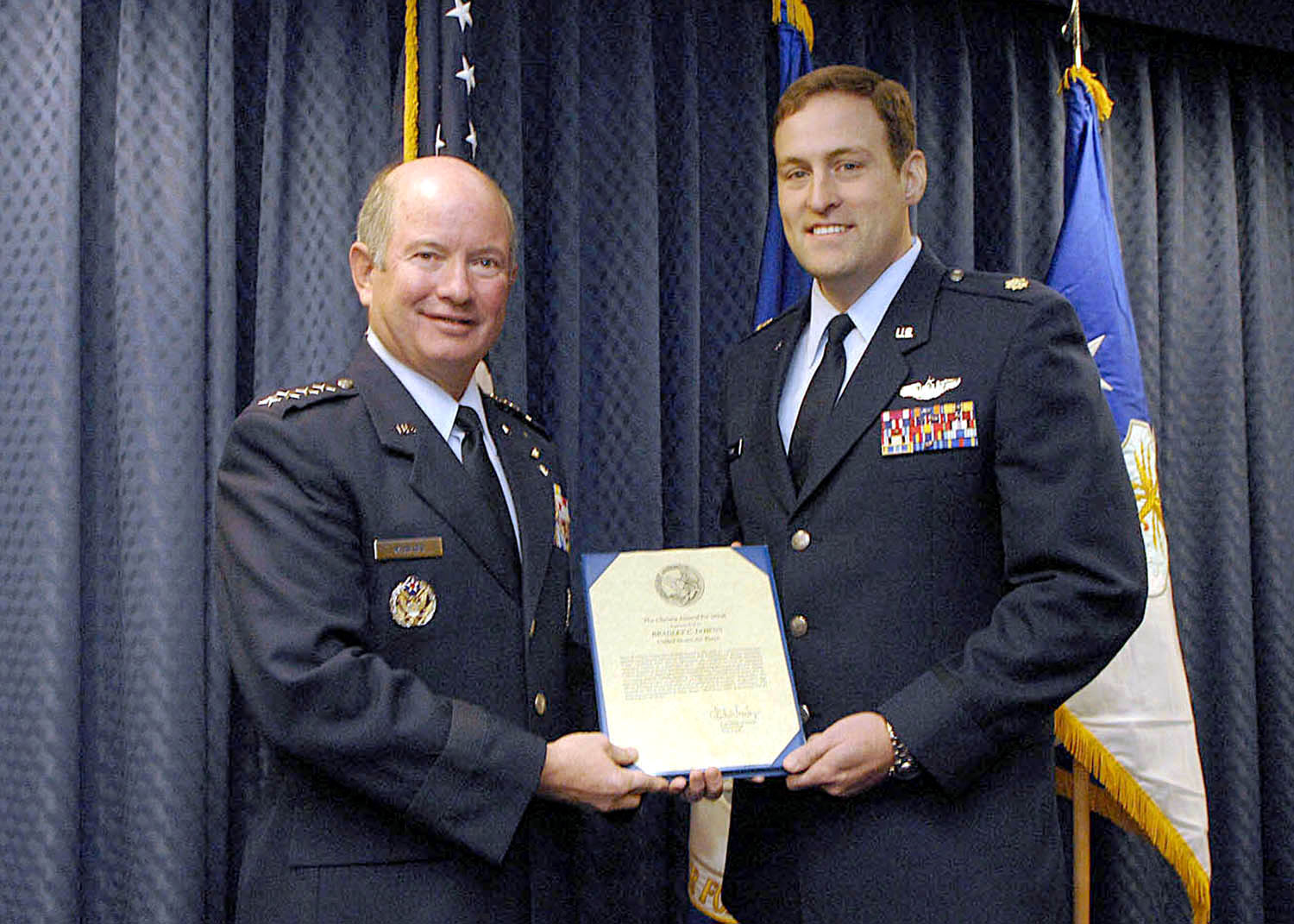
Air Force Vice Chief of Staff Gen. Duncan J. McNabb presents Maj. Bradley Downs USAF with the Cheney Award in 2007

Le Cheney Award est une distinction de l'aviation délivrée par l'United States Air Force en mémoire du 1er Lieutenant William Cheney, qui a été tué dans un accident aérien au-dessus de l'Italie en 1918.

## Liste des personnes distinguées
- 2012 : Capitaine Ronnau
- 2011 : Kenneth Green et Joseph Brownell
- 2010 : John Foy et Patrick Markey
- 2009 : John G. Mangan
- 2008 : Chad Bubanas[1]
- 2007 : Bradley Downs et Daniel Roesch[2].
- 2005 : Patrick Mortell
- 2004 : John Groves[3]
- 2003 : Randell Voas et Craig Prather
- 2002 : Kevin Churchill et Sean LeRoy
- 2001 : Thomas Fields[4]
- 2000 : Jeanne M. Vogt
- 1996 : Marshall B. Webb (en)
- 1995 : Charles M. Moncrief et Charles M. Harmon
- 1994 : Matthew A. Wells et Jesse W. Goerz
- 1993 : John L. Brainerd
- 1992 : Richard Brian Mcnabb[5] et Stephen J. Laushine
- 1986 : Scott A. Chavez
- 1985 : Larry Clemons
- 1984 : John C. Ritchie
- 1983 : Jeffrey Yates Jones (posthume)
- 1981 : David J. Gerke et Tommie C. Wood
- 1980 : Ronald W. Summers et Kim F.P. Skrinak
- 1979 : Kenneth R. Rees et John L. Pighini
- 1977 : James T. Carter
- 1975 : Regina Aune[6] (première femme à recevoir le prix)
- 1974 : Steven L. Bennett (en)
- 1970 : Travis Wofford
- 1969 : Isidro Arroyo Jr.
- 1968 : Thomas Newman
- 1967 : Duane Hackney (en)
- 1965 : James A Darden, Jr et Robert S Henderson
- 1962 : Rudolf Anderson
- 1961 : William A. Luther et Lawrence G. Seckley
- 1960 : Alfred S. Despres Jr.
- 1959 : Herbert L. Mattox, Jr
- 1957 : Robert M. Kerr
- 1956 : Daniel J. Miller (en)
- 1955 : William Sutherland
- 1954 : John Stapp
- 1953 : Edward G. Sperry
- 1952 : Kendrick U. Reeves
- 1950 : Paul Prosper Ramoneda
- 1948 : Gail S. Halvorsen
- 1946 : Lawrence Lambert[7]
- 1931 : R.D. Moor et J.B. Smith.
- 1930 : No Award
- 1929 : William Albert Matheny (en)[8]
- 1928 : Uzal Girard Ent (en)
- 1927 : Harry A. Chapman